# Patrice Loko
Patrice Loko (Sully-sur-Loire, 1970. február 6. –) francia válogatott labdarúgó.
A francia válogatott tagjaként részt vett az 1996-os Európa-bajnokságon.

## Góljai a válogatottban
| #  | Dátum              | Helyszín                           | Ellenfél     | Eredmény | Végeredmény | Sorozat              |
| -- | ------------------ | ---------------------------------- | ------------ | -------- | ----------- | -------------------- |
| 1. | 1994. december 13. | Hüseyin Avni Aker Stadion, Trabzon | Azerbajdzsán | 2–0      | 2–0         | 1996-os Eb-selejtező |

## Sikerei, díjai
Nantes
- Francia bajnok (1): 1994–95

Paris Saint-Germain
- Kupagyőztesek Európa-kupája (1): 1995–96
- Francia kupa (1): 1997–98
- Francia ligakupa (1): 1997–98
- Francia szuperkupa (1): 1998

Montpellier
- Intertotó-kupa (1): 1999

Olympique Lyon
- Francia ligakupa (1): 2000–01

Troyes
- Intertotó-kupa (1): 2001

Egyéni
- A francia bajnokság gólkirálya (1): 1994–95 (22 gól)